# Henrik Djernis
Henrik Djernis (Svebølle, Kalundborg, 5 de març de 1966) va ser un ciclista danès que competí en ciclisme de muntanya i en ciclocròs. Va aconseguir medalles als campionats del món d'ambdues modalitats.

## Palmarès en ciclisme de muntanya
- 1992
  -  Campió del món en Camp a través
- 1993
  -  Campió del món en Camp a través
  -  Campió de Dinamarca en Camp a través
- 1994
  -  Campió del món en Camp a través
  -  Campió de Dinamarca en Camp a través
- 1997
  -  Campió de Dinamarca en Camp a través
- 1998
  -  Campió de Dinamarca en Camp a través
- 1999
  -  Campió de Dinamarca en Camp a través
- 2000
  -  Campió de Dinamarca en Camp a través

## Palmarès en ciclocròs
- 1984-1985
  -  Campió de Dinamarca en ciclocròs
- 1985-1986
  -  Campió de Dinamarca en ciclocròs
- 1986-1987
  -  Campió de Dinamarca en ciclocròs
- 1987-1988
  -  Campió de Dinamarca en ciclocròs
- 1988-1989
  -  Campió de Dinamarca en ciclocròs
- 1989-1990
  -  Campió de Dinamarca en ciclocròs
- 1990-1991
  -  Campió de Dinamarca en ciclocròs
- 1991-1992
  -  Campió de Dinamarca en ciclocròs
- 1992-1993
  -  Campió del món amateur en ciclocròs
  -  Campió de Dinamarca en ciclocròs
- 1993-1994
  -  Campió de Dinamarca en ciclocròs
- 1994-1995
  -  Campió de Dinamarca en ciclocròs
- 1995-1996
  -  Campió de Dinamarca en ciclocròs
- 1996-1997
  -  Campió de Dinamarca en ciclocròs
- 1997-1998
  -  Campió de Dinamarca en ciclocròs
- 1999-2000
  -  Campió de Dinamarca en ciclocròs
- 2000-2001
  -  Campió de Dinamarca en ciclocròs